# Колотий, Наталья Александровна
Наталья Александровна Колотий (род. 21 февраля 1939, Полтава) — советская и российская шахматистка. В составе команды Москвы победительница первенства СССР между командами союзных республик по шахматам (1958) и 2-й Спартакиады народов СССР по шахматам (1959). Кандидат технических наук. Автор книги «Русская Палестина — ландшафтная икона Святой Земли» (2011).

## Биография
Трехкратная чемпионка по шахматам среди женщин Молдавской ССР (1951, 1953, 1955). В 1954 году в Ленинграде заняла 2-е место в чемпионате СССР по шахматам среди девушек. Четыре раза участвовала в финалах чемпионатов СССР по шахматам среди женщин (1956, 1959, 1965, 1967), в которых лучший результат показала в 1959 году, когда поделила 10—11-e место. Три раза представляла команду Москвы в первенствах СССР между командами союзных республик по шахматам (1958, 1959), в которых в 1958 году победила в командном и в личном зачете, а в 1959 году — в командном зачете. В 1968 году во Владимире поделила 4-5-е место в международном турнире по шахматам среди женщин. В 2010-е — 2020-е годы продолжала принимать участие в шахматных турнирах Подмосковья.
В 1990-е годы инициатор и активный участник процесса передачи Воскресенского Ново-Иерусалимского монастыря Русской Православной церкви. С 1991 по 1999 год работала председателем Комитета по управлению имуществом, заместителем главы администрации Истринского района. С 2005 года является директором некоммерческой организации благотворительного фонда «Русская Палестина». Автор книги «Русская Палестина — ландшафтная икона Святой Земли» — о подмосковной Русской Палестине, созданной в XVII веке ландшафтной иконе Святой земли расположенной на территории Истринского района.